# La Zaragozana
La Zaragozana ist eine privat geführte spanische Bierbrauerei mit Sitz in der aragonesischen Hauptstadt Saragossa.
Das Unternehmen wurde 1900 gegründet; im Jahr 2008 wurden 57 Millionen Liter Bier gebraut.

## Biermarken
- Ambar Especial (5,2 %)
- Ambar 1900  (4,8 %)
- Ambar Export (7,0 %)
- Ambar Negra (4,8 %)
- Ambar Premium (4,5 %)
- Ambar Caesaraugusta (5,2 %)
- Ambar Green (0,0 %)
- Ambar Green sin gluten (0,0 %)
- Ambar Lemon (0,0 %)
- Ambar Mansana (0,0 %)
- Ambar sin gluten (5,2 %)
- Sputnik (5,9 %)
- Marlen (5,8 %)

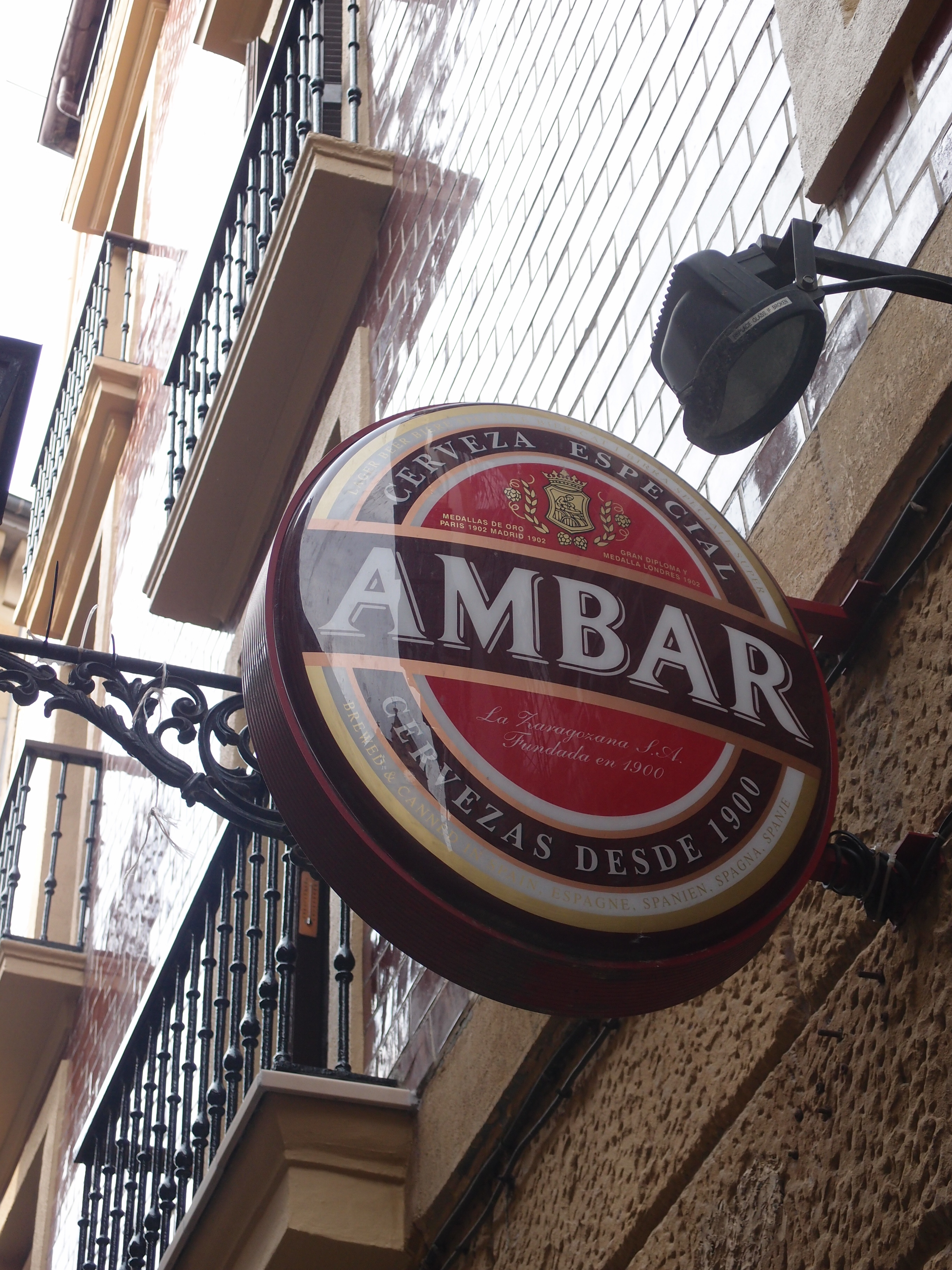
Ambar-Leuchtwerbung in Donostia-San Sebastián

In Lizenz werden die Biere für die katalanische Brauerei Moritz gebraut.

## Fotos

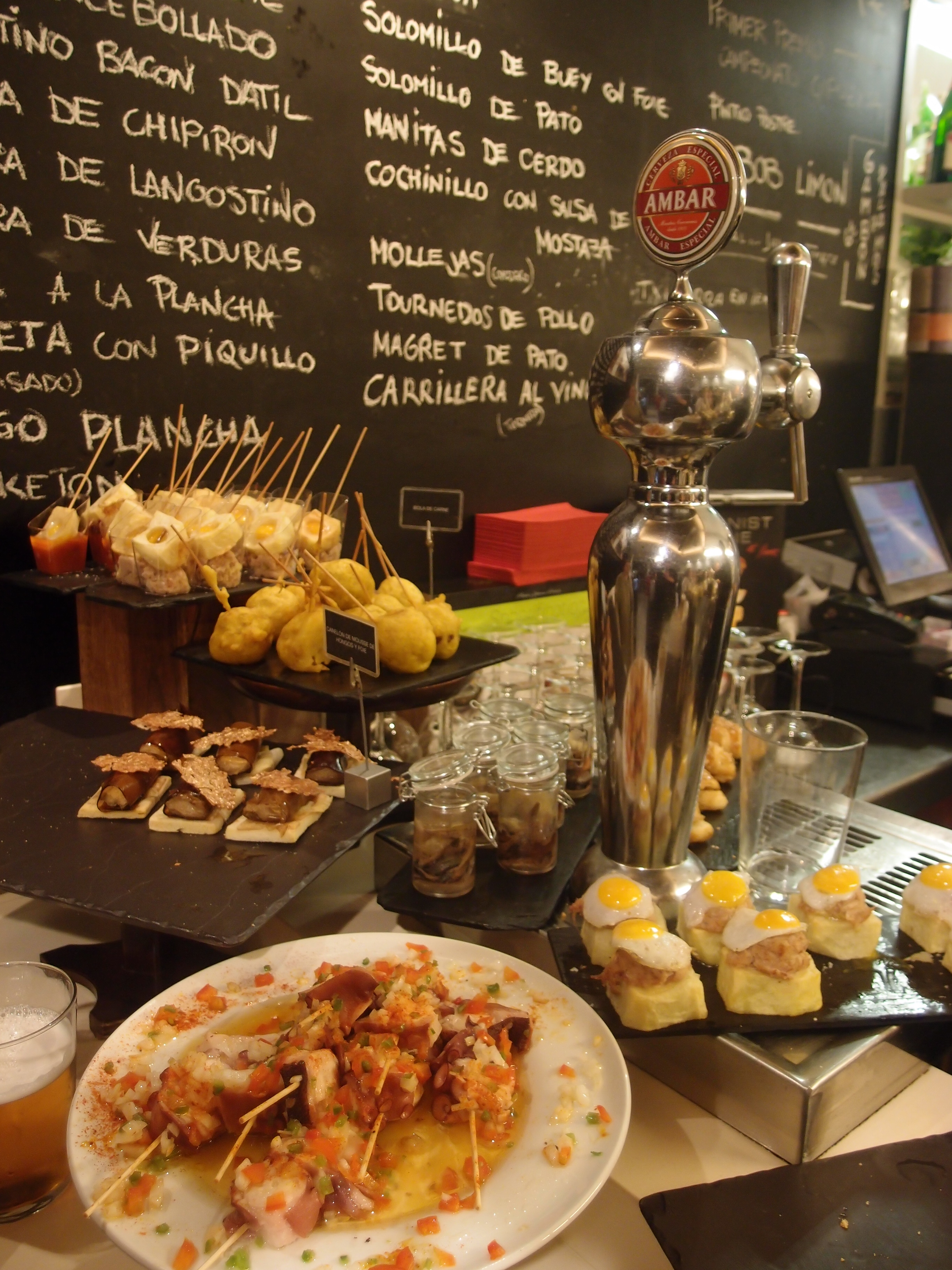
Ambar Zapfhahn
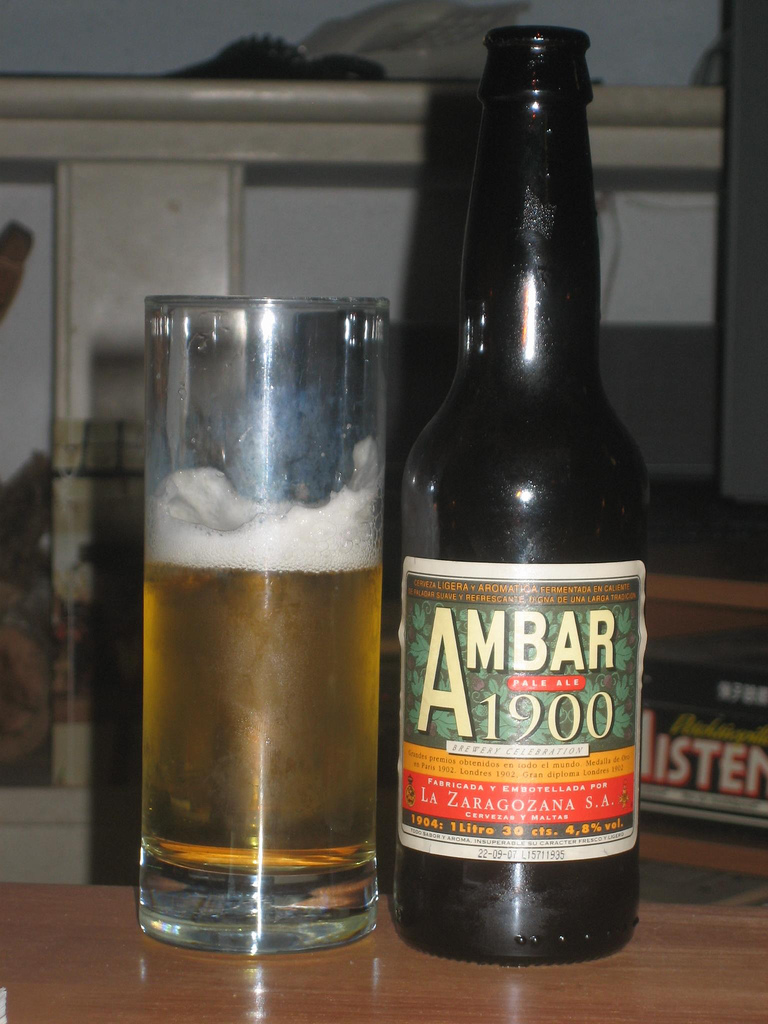
Ambar 1900
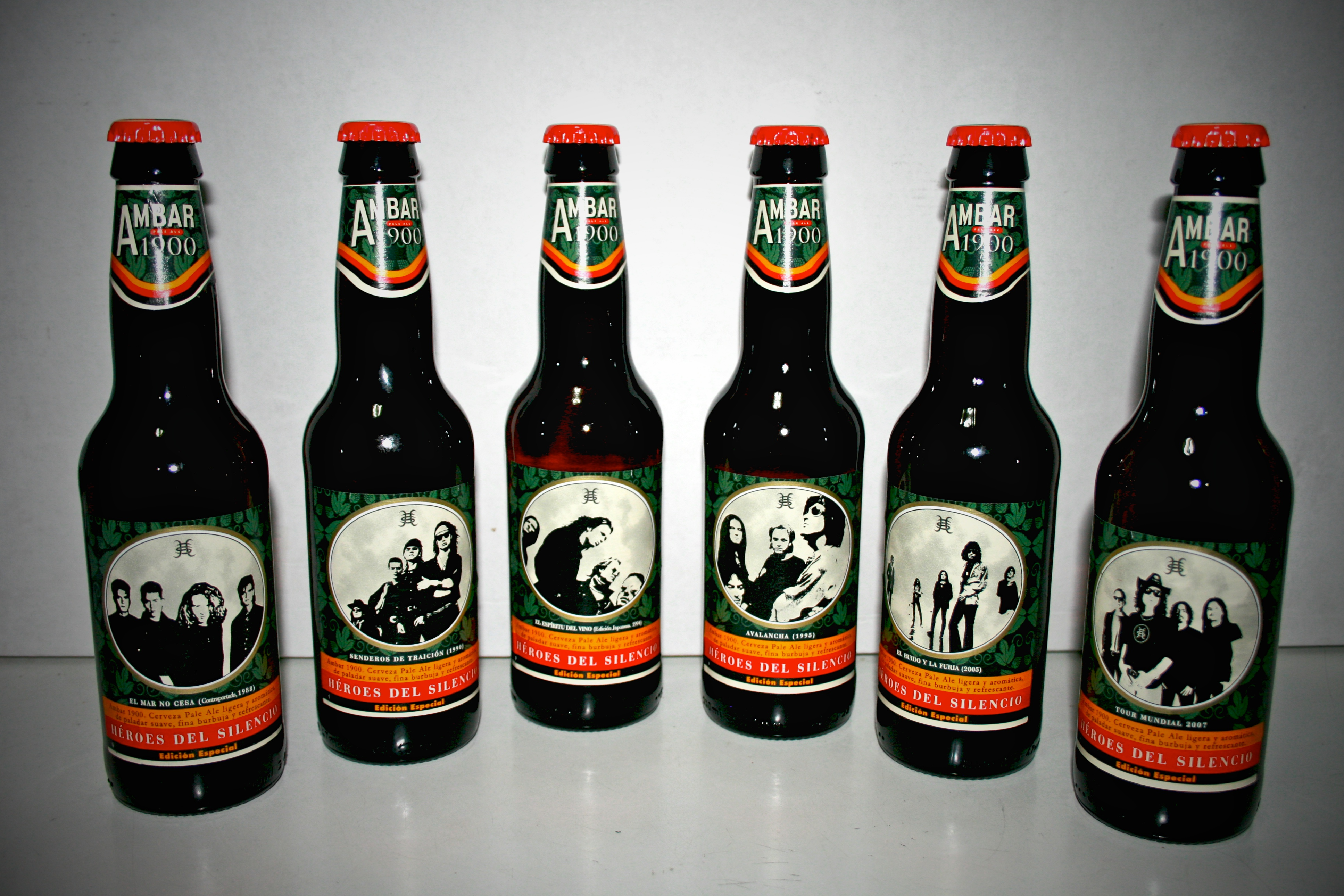
Sonderedition